# Perdasdefogu
Perdasdefogu (en sard, Foghesu) és un municipi italià, dins de la província de Nuoro. L'any 2007 tenia 1.900 habitants. Es troba a la regió de Quirra. Limita amb els municipis d'Escalaplano (CA), Jerzu, Seui, Tertenia, Ulassai i Villaputzu (CA).

## Administració
| Període | Identitat            | Partit        |
| ------- | -------------------- | ------------- |
| 2005-   | Walter Vittorio Mura | Llista Cívica |